# سنت الن
سنت الن (ویلزی: Elen Luyddog; ۱ ژانویهٔ ۰۳۴۰ – ۱ ژانویهٔ ۰۴۲۰) «سنت الن» انگلیسی‌سازی سنت هلن است. بنیانگذار اواخر قرن چهارم کلیساها در ولز بود. به‌طور سنتی، گفته می‌شود که او دختر فرمانروای رومی-بریتانیایی (فرهنگ رومی بریتانیایی) اکتاویوس / یوداف هن (و بنابراین خواهر کونان مریادوک) و همسر ماگنوس ماکسیموس امپراتور قرن چهارم (فهرست امپراتوران روم) در بریتانیا (استان روم) بوده‌است.